# Adolph Bernhard Cronemeyer
Adolph Bernhard Cronemeyer (* 17. Januar 1829 in Neuhaus (Oste); † 18. März 1900 ebenda) war Kaufmann und Mitglied des deutschen Reichstags.

## Leben
Adolph Bernhard Cronemeyer war der Sohn des Advokaten Hermann Cronemeyer, der nach Amerika auswanderte und bereits 1837 verstarb. 1856 übernahm er unter der Firma G. F. Ulex Nachfolger die Geschäfte seiner Großmutter und war in vielfältigen Geschäftsbereichen tätig, so im Branntwein- und Weinhandel, dem Betrieb einer Zigarrenmanufaktur und einer Reederei.
Weiter war er Freimaurer und bis 1898 in der Gemeindepolitik tätig. Er war sowohl an der Gründung der Neuhäuser Zeitung, als auch der Neuhäuser Sparkasse beteiligt und teilweise auch deren Vorstand. Cronemeyer setzte sich auch für den Bau der Eisenbahnlinie zwischen Hamburg und Cuxhaven ein, die dann 1881 als Niederelbebahn in Betrieb ging.
Cronemeyer wurde 1883 in einer Nachwahl für Rudolf von Bennigsen für den 19. hannoverschen Wahlkreis und die Deutsche Freisinnige Partei in den Reichstag gewählt. Bei der Reichstagswahl 1884 unterlag er dem nationalliberalen Bewerber Hermann Gebhard aus Bremerhaven.
Cronemeyer war verheiratet mit Metha Catharine Beyermann, ihre zwei gemeinsamen Söhne starben 1897 noch zu seinen Lebzeiten. Seine Firma existiert noch heute in Neuhaus und hat ein Bier nach ihm benannt.